# Madagaskargrönduva
Madagaskargrönduva (Treron australis) är en fågel i familjen duvor inom ordningen duvfåglar.

## Utbredning och systematik
Madagaskargrönduva delas in i två underarter:
- Treron australis xenius – förekommer i västra Madagaskar
- Treron australis australis – förekommer på Madagaskar (öster om högplatån)

Komorgrönduvan (T. griveaudi) behandlas av vissa som underart till madagaskargrönduvan.

## Status och hot
Arten har ett stort utbredningsområde, men tros minska i antal, dock inte tillräckligt kraftigt för att den ska betraktas som hotad. Internationella naturvårdsunionen IUCN listar arten som livskraftig (LC).